# Gunung Telege Dua
Gunung Telege Dua är ett berg i Indonesien.   Det ligger i provinsen Aceh, i den västra delen av landet, 1 600 km nordväst om huvudstaden Jakarta. Toppen på Gunung Telege Dua är 1 865 meter över havet, eller 141 meter över den omgivande terrängen. Bredden vid basen är 2,4 km.
Terrängen runt Gunung Telege Dua är huvudsakligen kuperad.Runt Gunung Telege Dua är det ganska glesbefolkat, med 42 invånare per kvadratkilometer. I omgivningarna runt Gunung Telege Dua växer i huvudsak städsegrön lövskog.